# Městská muzea v Žitavě
Městská muzea v Žitavě (německy Städtische Museen Zittau) v Sasku, jsou sdružení několika muzejních institucí, které fungují pod záštitou města Žitavy. Hlavním střediskem sdružení je Kulturně-historické muzeum, které se nachází v komplexu budov bývalého františkánského kláštera. Kromě toho do městských muzeí patří ještě Muzeum v kostele sv. Kříže a Přírodovědecké muzeum „Dr. Curta Heinkeho“. Tato instituce byla založena v roce 1854, a je tedy nejstarším městským muzeem v Sasku. Nejvýznamnějšími exponáty jsou Velké žitavské postní plátno, vystavené v kostele sv. Kříže, a Malé žitavské postní plátno vystavené v Kulturně-historickém muzeu.

## Historie
Městským muzeím v Žitavě předchází dlouhá tradice sběratelství, jejíž počátky sahají již do 16. století. Prvním získaným exponátem byly v roce 1564 sluneční hodiny (gnómón), který tehdy žitavské knihovně věnoval vídeňský profesor a rodák z Lubáně Paul Fabricius. V průběhu více než 200 let vznikla sbírka knih, kuriozit a artefaktů, které byly od roku 1709 vystaveny v reprezentativním kabinetu kuriozit v sále přístavby bývalého františkánského kláštera, tzv. Heffterbau. Tato sbírka je základem pozdějšího fondu Městských muzeí.
Se vznikem historiografie jako samostatné vědy byly dějiny zkoumány stále systematičtěji. Žitavským průkopníkem v této oblasti je pastor Christian Adolph Pescheck (1787–1859), jenž sám nejprve soukromě sbíral starožitnosti, které pak veřejně vystavil na radnici v „Muzeu starožitností“. Otevření proběhlo v roce 1854. Ke sloučení sbírky kuriozit v Heffterbau a tohoto muzea došlo roku 1860, rok po Pescheckově smrti. Od této doby byl městský knihovník současně vedoucím muzejních fondů. Zároveň přibývalo exponátů, které věnovali měšťané, spolky a magistrát města, takže prostory brzy přestaly dostačovat. Když v roce 1900 navštívil město a muzeum historik umění Cornelius Gurlitt, pokoušel se neuspokojivý stav zlepšit. Na jeho doporučení vznikl projekt renomované drážďanské architektonické kanceláře Lossow & Kühne na rychlou adaptaci areálu františkánského kláštera na nové muzeum. Projekt však narazil na vlastnická práva, neboť v areálu bydlely od 16. století církevně zaopatřené potřebné ženy a evangelická církevní obec se nechtěla vzdát ani pozemku s bývalým hřbitovem. Uprostřed těchto vlastnických sporů vypukla první světová válka a zhatila všechny naděje a plány.
V hospodářsky obtížných 20. letech to byly především dva spolky, které podporovaly stavební úpravy prostor muzea: v roce 1889 založený spolek Gesellschaft für die Geschichte Zittaus a roku 1910 Bernhardem Bruhnsem iniciovaný Zittauer Museumsverein. Jakmile se v roce 1924 oba spolky sloučily jakožto Zittauer Geschichts- und Museumsverein, započaly práce na přestavbě bývalého klášterního prostoru. Tyto práce brzděné a přerušované stálým nedostatkem financí byly dokončeny teprve roku 1937, čímž byl téměř po 40 letech celý projekt završen. Během této stavební fáze spravoval historik Reinhard Müller jako kustod současně knihovnu i muzeum a dařilo se mu přitom překonávat problémy s pomocí kreativní improvizace. Müller v muzeu pracoval od roku 1921 až do svého propuštění v roce 1933. Ve 20. letech byly položeny základy k pozdějšímu rozkvětu muzea, které tehdy díky architektonickým změnám získalo atraktivní a funkční prostory. Od roku 1934 byl vedoucím muzea ambiciózní teatrolog a historik umění Herbert Hoffmann, který se zde pokusil vytvořit „Galerii jiholužického umění“. Výrazem tohoto příklonu k „umění domoviny“, tzv. Heimatkunst, byla roku 1935 výstava „Hornolužické umění v 19. století“. Vedle významných lokálních sběratelů oslovil Hoffmann i galerie v Mnichově, Drážďanech a Mannheimu. Prezentována byla díla Caspara Davida Friedricha, Carla Gustava Cara, Franze Gareise, Heinricha Theodora Wehleho, Adolfa Thomase, Christopha Natheho a dalších umělců spojených se Saskem a Lužicí. V dormitoriu tehdy vznikla stálá výstava věnovaná kultuře a náboženství, na níž byly vystaveny i četné epitafy. Hoffmann se snažil dobře vycházet s vládnoucími nacionálními socialisty, o čemž svědčí propagandistická výstava „Vůle a dílo“ v roce 1939, která oslavovala připojení Sudet k Německé říši. Za Hoffmanna byly získány nové sbírkové fondy, např. Moschkauova sbírka z Oybinu, později rovněž vzácné malby francouzského původu. K tomu posloužily jeho kontakty na obchodníka Karla Haberstocka, jenž byl v době nacismu velmi vlivnou postavou německého obchodu s uměním. Druhá světová válka přinesla sbírkám muzea jen nepatrné škody s výjimkou těžkého poškození Velkého postního plátna.
V poválečném období dění kolem žitavského muzea spíše utichlo. V roce 1951 byly knihovna a muzeum odděleny, což znamenalo rozdělení starobylých sbírek. Rostoucí zanedbávání vedlo ke značným ztrátám na sbírkových předmětech. Také budova muzea přestávala postupně dostačovat svému účelu, což je zřejmé ze stavebně-policejního uzavření Heffterbau v roce 1977. Ke konci období NDR byly bohužel zcizeny významné části fondů jako výsledek státní centralistické muzejní politiky. Např. velké části sbírky hudebních nástrojů se dnes nacházejí v Muzeu Viadrina ve Frankfurtu nad Odrou. Rozsáhlé barokní grafické konvoluty, mezi nimi 80 Piranesiho rytin, musely být odevzdány Winckelmannovu muzeu ve Stendalu.
V období po roce 1990 prošlo pod vedením ředitele Dr. Volkera Dudecka muzeum restrukturalizací, zejména však bylo restaurováno Velké postní plátno, které je od roku 1999 trvale prezentováno v pro tento účel restaurovaném Kostele sv. Kříže. Tím se muzeum stalo mezinárodně známou atrakcí. Velké pozornosti se dočkala výstava „Svět, moc, duch: Habsburkové a Horní Lužice v letech 1526–1635“, kterou si přišlo prohlédnout 70 000 návštěvníků, následovalo trvalé vystavení Malého postního plátna a sanace dormitoria. V roce 2009 byl pod koncepčním vedením Mariuse Winzelera znovu otevřen kabinet kuriozit jako jedno z význačných a unikátních míst v Žitavě. Dalším pomyslným vrcholem bylo restaurování sbírky epitafů, jež je od roku 2013 prezentována v rekonstruovaném klášterním kostele. Ten je od roku 2017 integrován do muzejních prohlídek. Podstatný krok v péči o sbírky znamenalo zřízení centrálního depotu a postupné rušení někdejších dílčích depotů od roku 2016. Novým ředitelem muzeí se téhož roku stal historik umění, klasický archeolog a historik středověku Peter Knüvener. V roce 2022 muzeum oslavilo 550 let Velkého žitavského postního plátna tradiční poutí. Centrálním úkolem zůstává obnova Přírodovědeckého muzea „Dr. Curta Heinkeho“. Město rovněž zvažuje přesun částí sbírek do historické budovy Stavební školy na náměstí Karl-Liebknecht-Ring, která prošla celkovou rekonstrukcí.

## Budovy

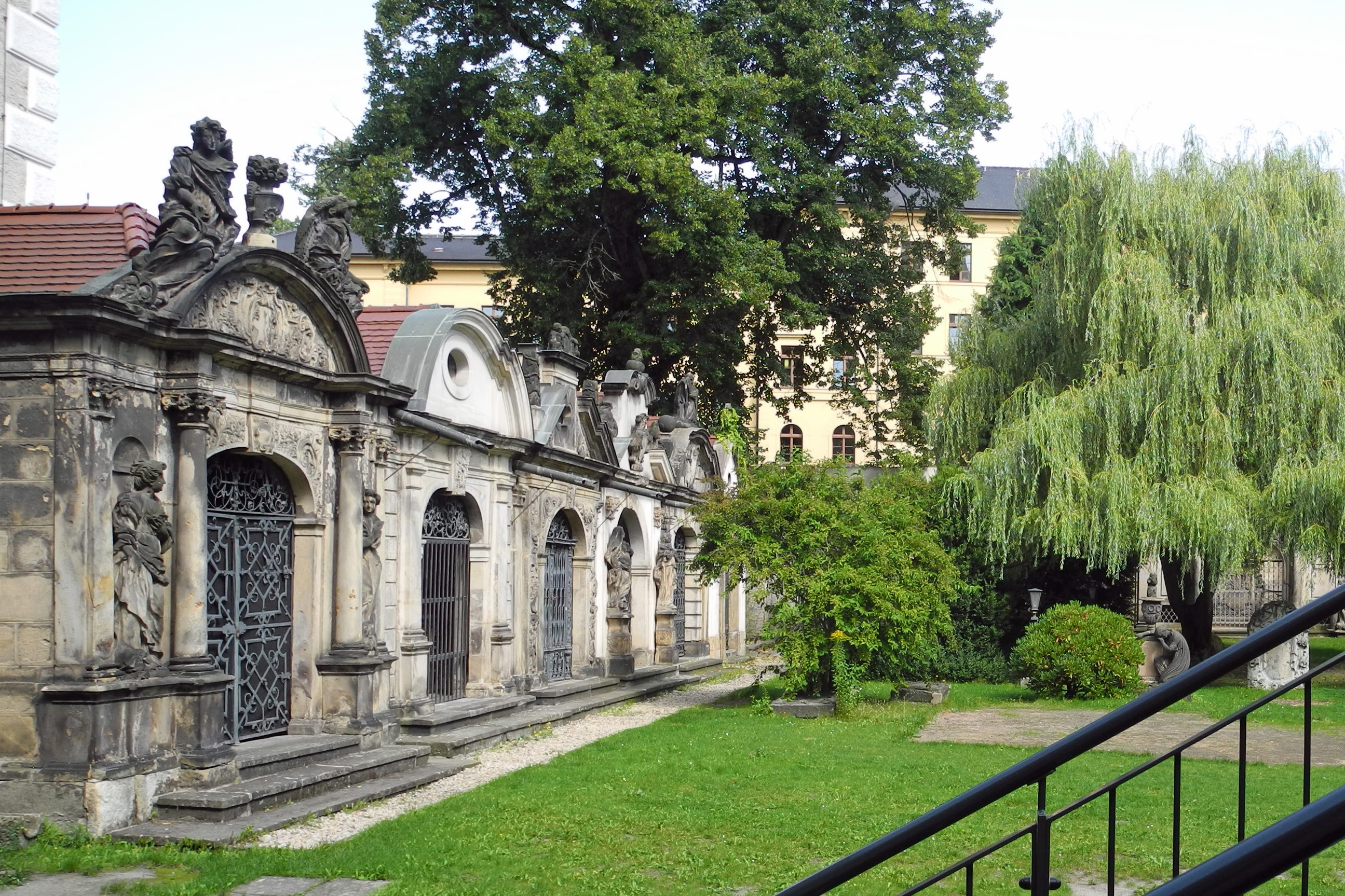
Klášterní nádvoří s kryptami

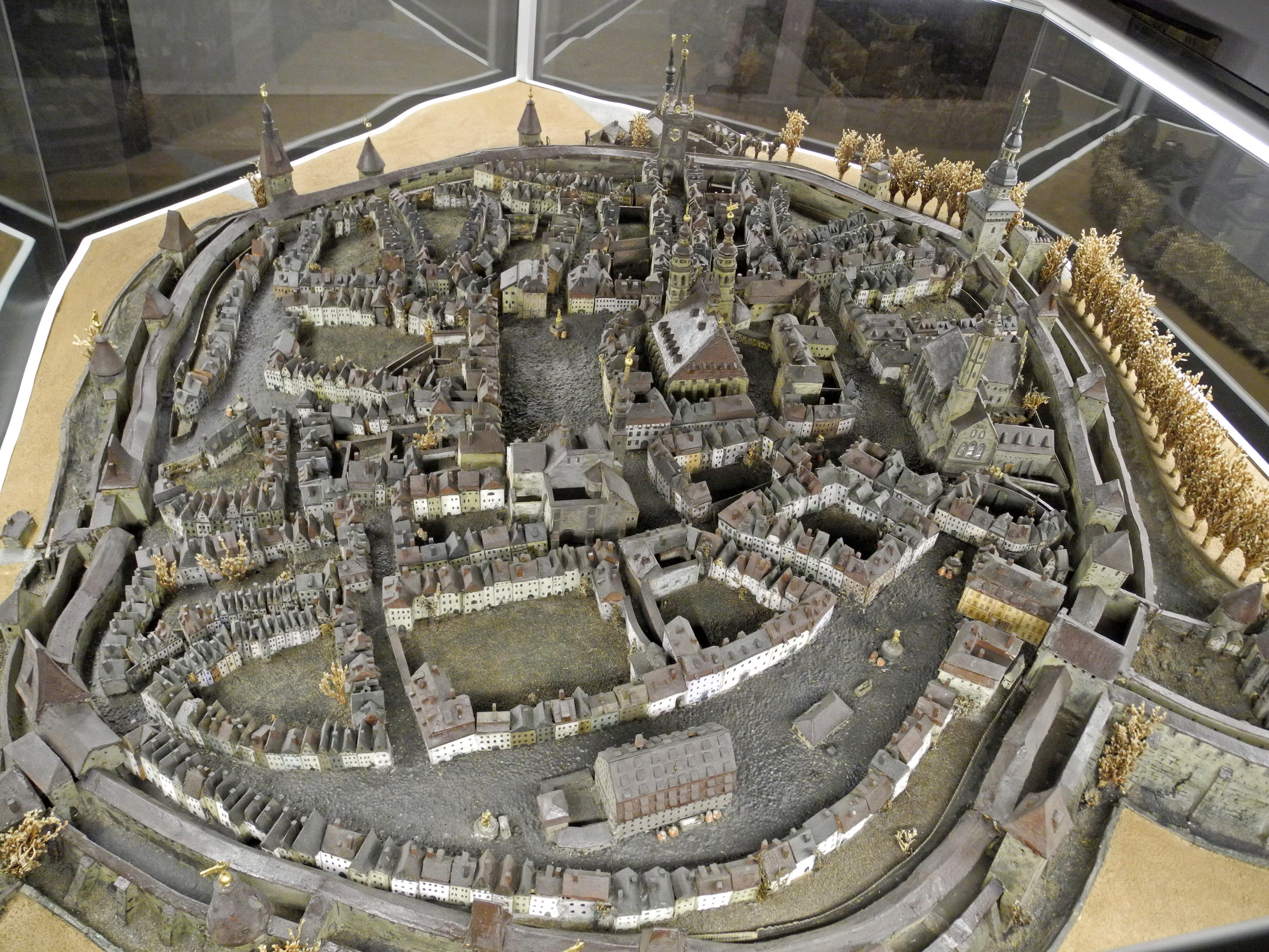
Model Žitavy před rokem 1757

### Kulturně-historické muzeum ve Františkánském klášteře
Bývalý františkánský klášter v Klosterstraße 3 je stavební celek sestávající z těchto památek: západní křídlo (Heffterbau), v jehož přízemí se nacházela modlitebna českých exulantů, východní křídlo s muzejní expozicí, klášterní nádvoří s četnými kryptami s bohatou sochařskou výzdobou, kovaná fontána u východního křídla a klášterní kostel sv. Petra a Pavla s vystavenými epitafy. V klášterní expozici si lze prohlédnout model města před zničením dvou třetin budov při ostřelování císařskými vojsky v roce 1757, dále malířská a sochařská díla, sakrální plastiky, liturgické předměty, mince, uměleckořemeslné exponáty, zbrojnici, nábytek, žitavskou fajáns a řadu dokladů každodenního života na jihu Horní Lužice. Zlatým hřebem této trvalé expozice jsou proslulé epitafy v klášterním kostele, kabinet kuriozit v sále západní přístavby a klášterní dvůr s kryptami a sepulkrálními sochami, z nichž je nejznámější žitavský Hermés z hrobky kupce Christiana Bessera.

### Muzeum vkostele sv. Kříže
V kostele sv. Kříže ve Frauenstraße 23 je v největší muzejní vitríně na světě, zapsané v Guinnessově knize rekordů, vystaveno Velké postní plátno z roku 1472, které je prezentováno ve své původní funkci překrytí oltáře. 8,2 m vysoké a 6,8 m široké plátno vypráví v 90 obrazech biblický příběh od stvoření světa až po Poslední soud. Spolu s tapisérií z Bayeux patří mezi nejpůsobivější textilní umělecká díla západní tradice. Z 18 dosud existujících postních pláten tohoto typu je jediné, které se v Německu dochovalo. Více než 600 let starý pohřební kostel nabízí unikátní svědectví o měšťanské sepulkrální kultuře se vzácným raně barokním zařízením, četnými pohřebišti a epitafy a přilehlým hřbitovem.

### Hauptsches Haus
V této honosné barokní budově s mansardovou střechou, trojúhelníkovým štítem a krásným portálem na náměstí Klosterplatz 1 sídlí správa Městských muzeí v Žitavě a muzejní knihovna zaměřená na regionální a městské dějiny, dějiny umění a muzeologii.

### Exnersches Haus („Heinke-Museum“)
Prostá klasicistní budova v Kirchstraße 13 je sídlem Přírodovědeckého muzea „Dr. Curta Heinkeho“. Původní mineralogická a geologická expozice, která byla vybudována v roce 1976, je od roku 2001 trvale uzavřena. Městská muzea však plánují celkovou obnovu budovy a modernizaci zastarávající expozice. 

## Sbírky
Městská muzea v Žitavě mají bohatý fond sbírek s dalekosáhlou tradicí. V průběhu staletí se tyto sbírky neustále rozšiřovaly. Nejcennějšími sbírkovými předměty jsou dvě postní plátna, velké z roku 1472 a malé z roku 1573, obě unikátní mistrovská díla textilního umění evropského významu. Dalším těžištěm sbírek jsou fondy výtvarného a užitého umění od 14. století do současnosti. Významné soubory exponátů jsou v numismatické sbírce a sbírce militarií. Vedle Budyšína muzeum disponuje nejvýznamnějšími fondy folklóru a lidového umění Horní Lužice. Důležité inventární skupiny tvoří archeologie a geologie. Samostatná speciální sbírka je věnována ikonografii kříže a zahrnuje grafiku, obrazy a uměleckořemeslné předměty (Sbírka Wolfganga Sternlinga). Cenná je také sbírka Přírodovědeckého muzea „Dr. Curta Heinkeho“ se zaměřením na regionální geologii a mineralogii.

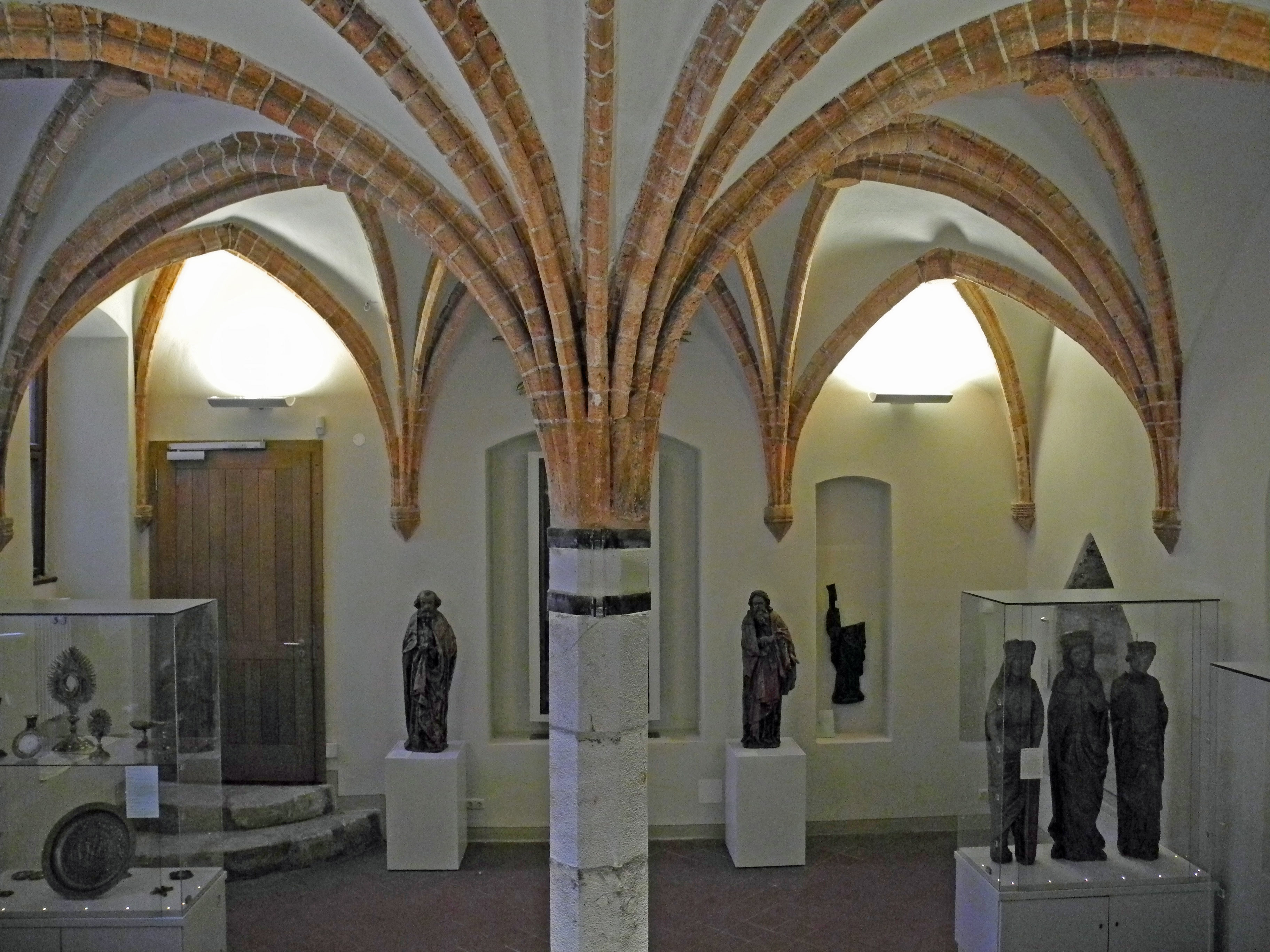
Expozice sakrálního umění v sakristii
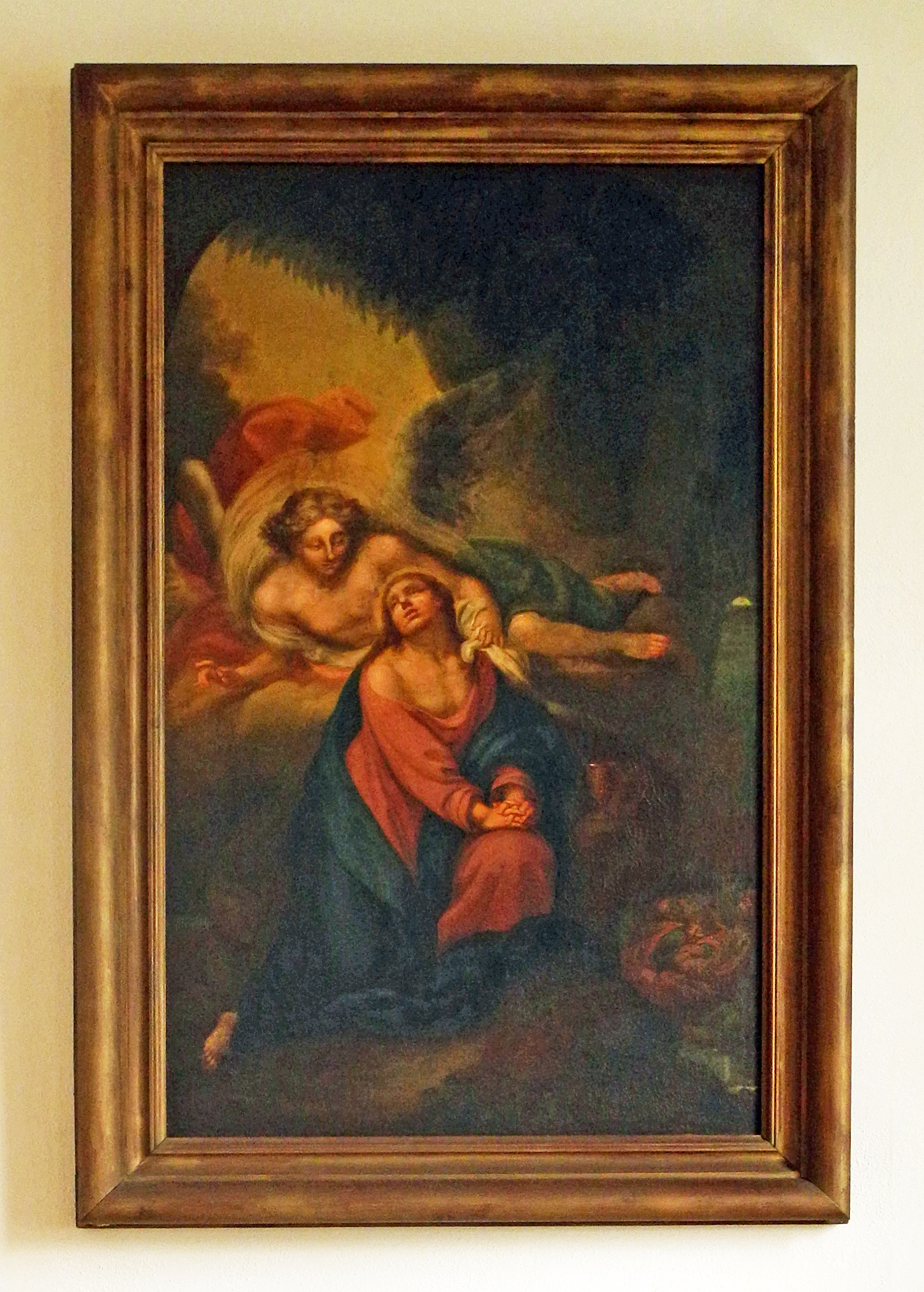
Oltářní obraz Modlitba Ježíšova na hoře Olivetské, Eleazar Zeißig, zvaný Schenau (1737–1806)
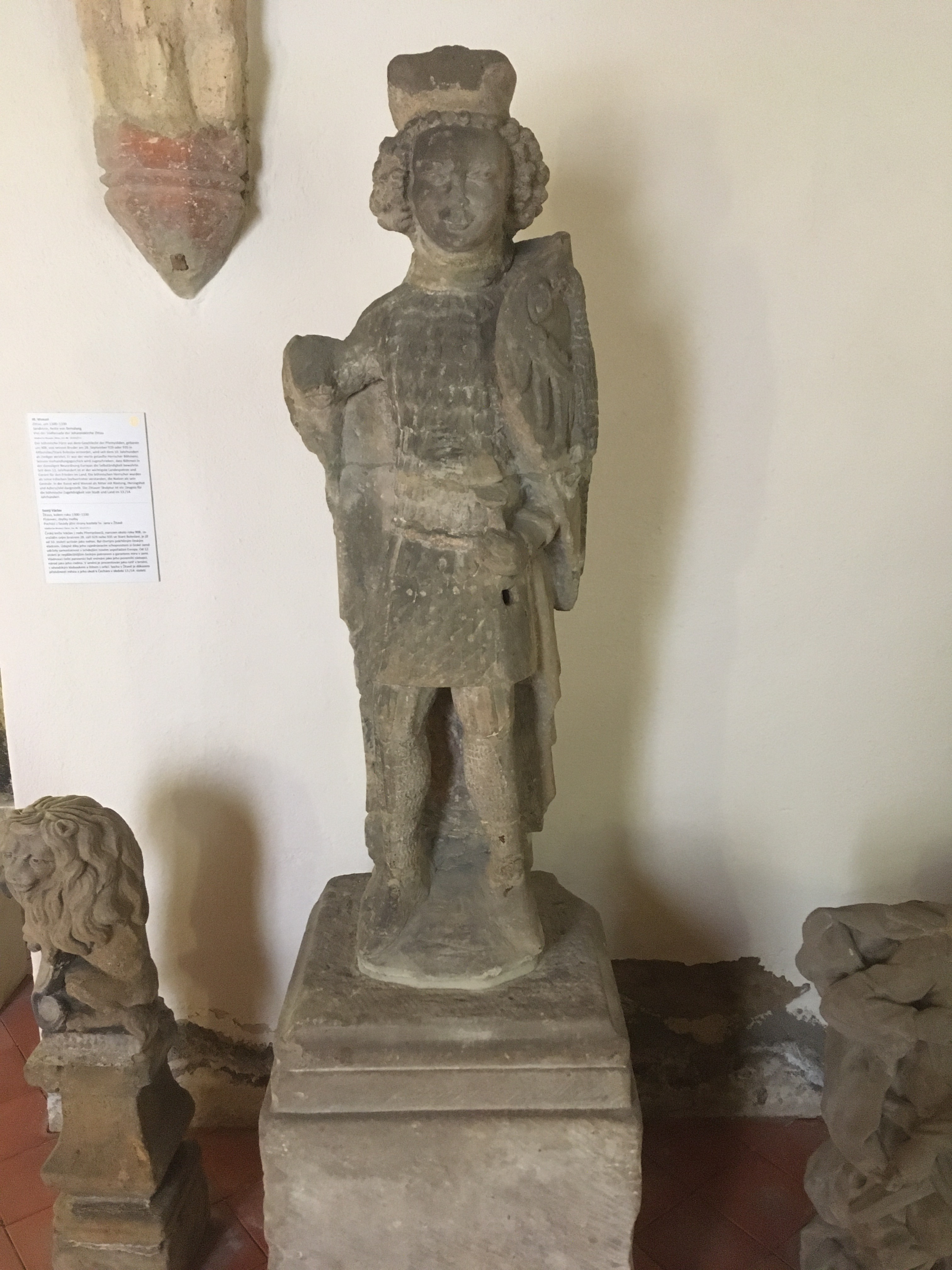
Svatý Václav, pískovec, 1300–1330, socha z fasády někdejšího kostela sv. Jana Křitele
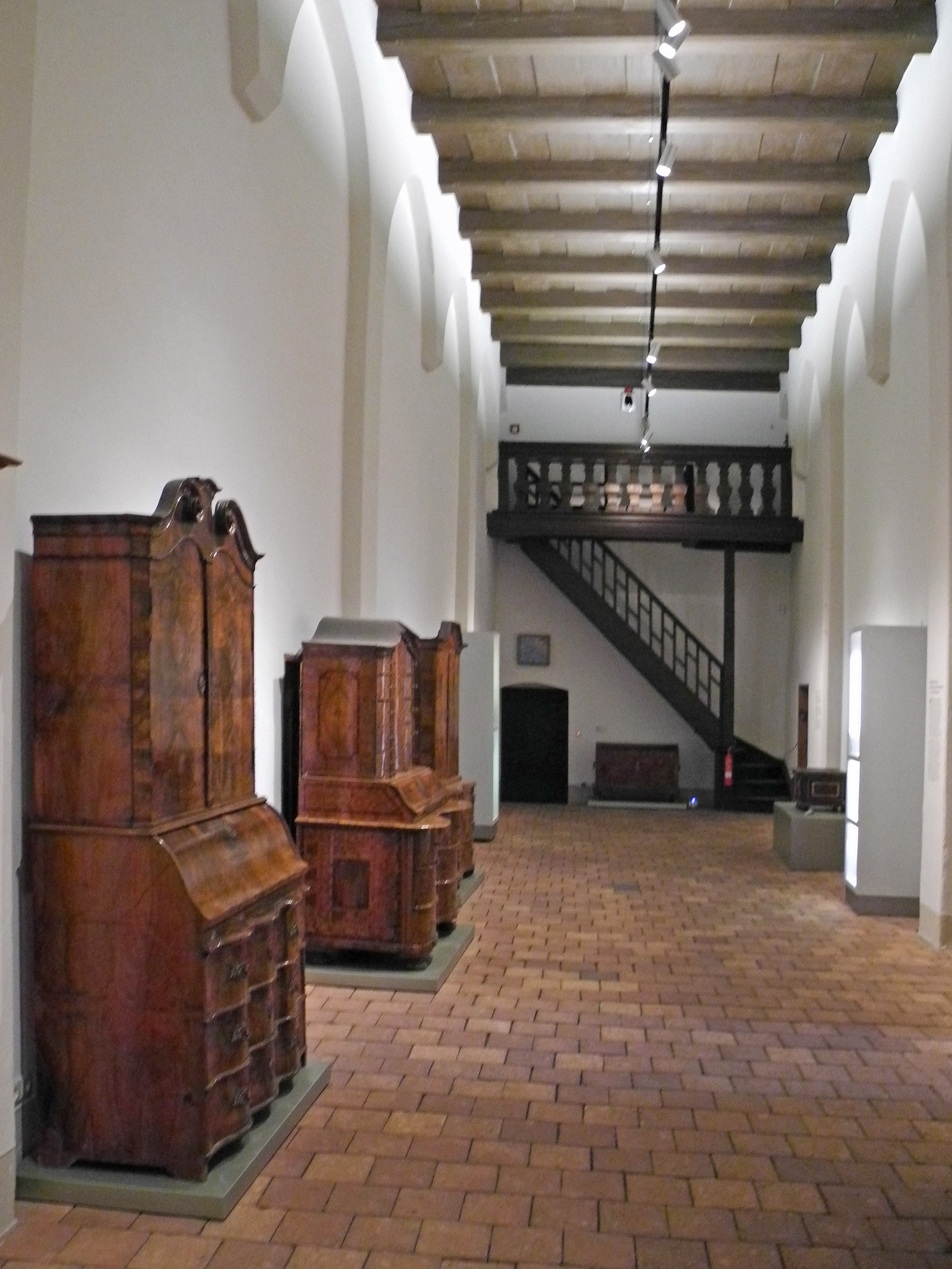
Užité umění v dormitoriu
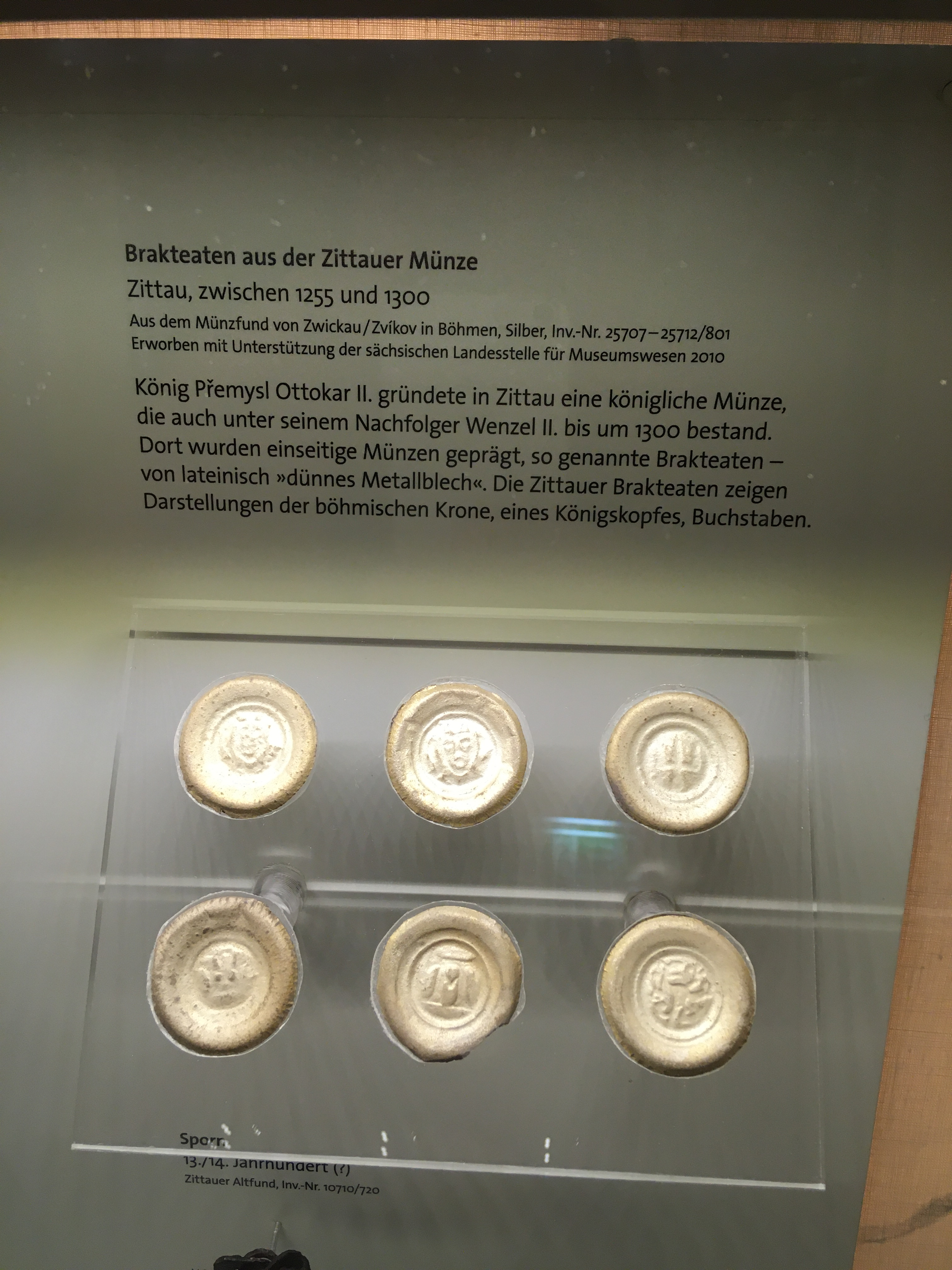
Brakteáty z žitavské královské mincovny (nález: Cvikov u České Lípy), 1255/1300
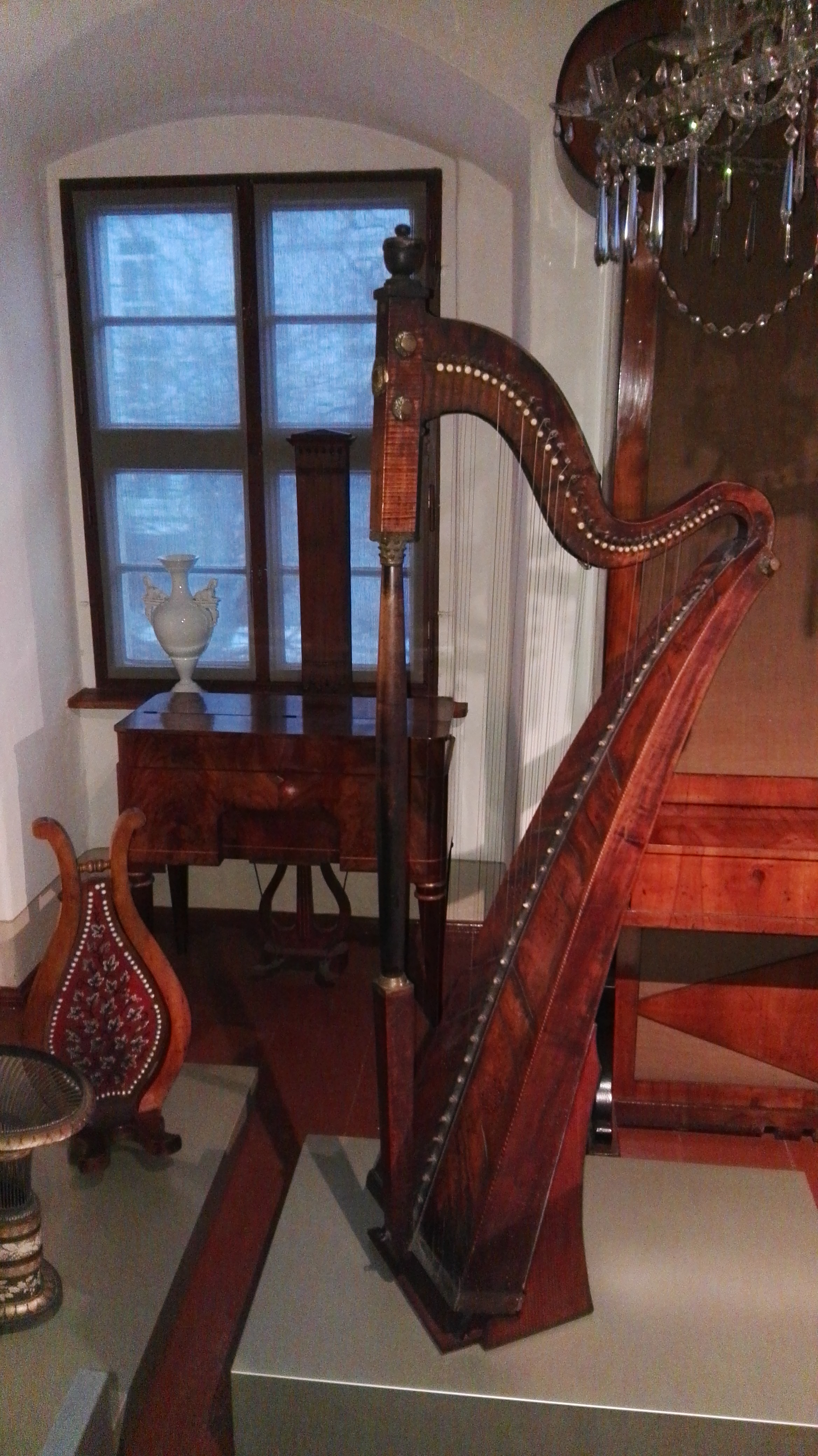
Liparská harfa v expozici hudebních nástrojů
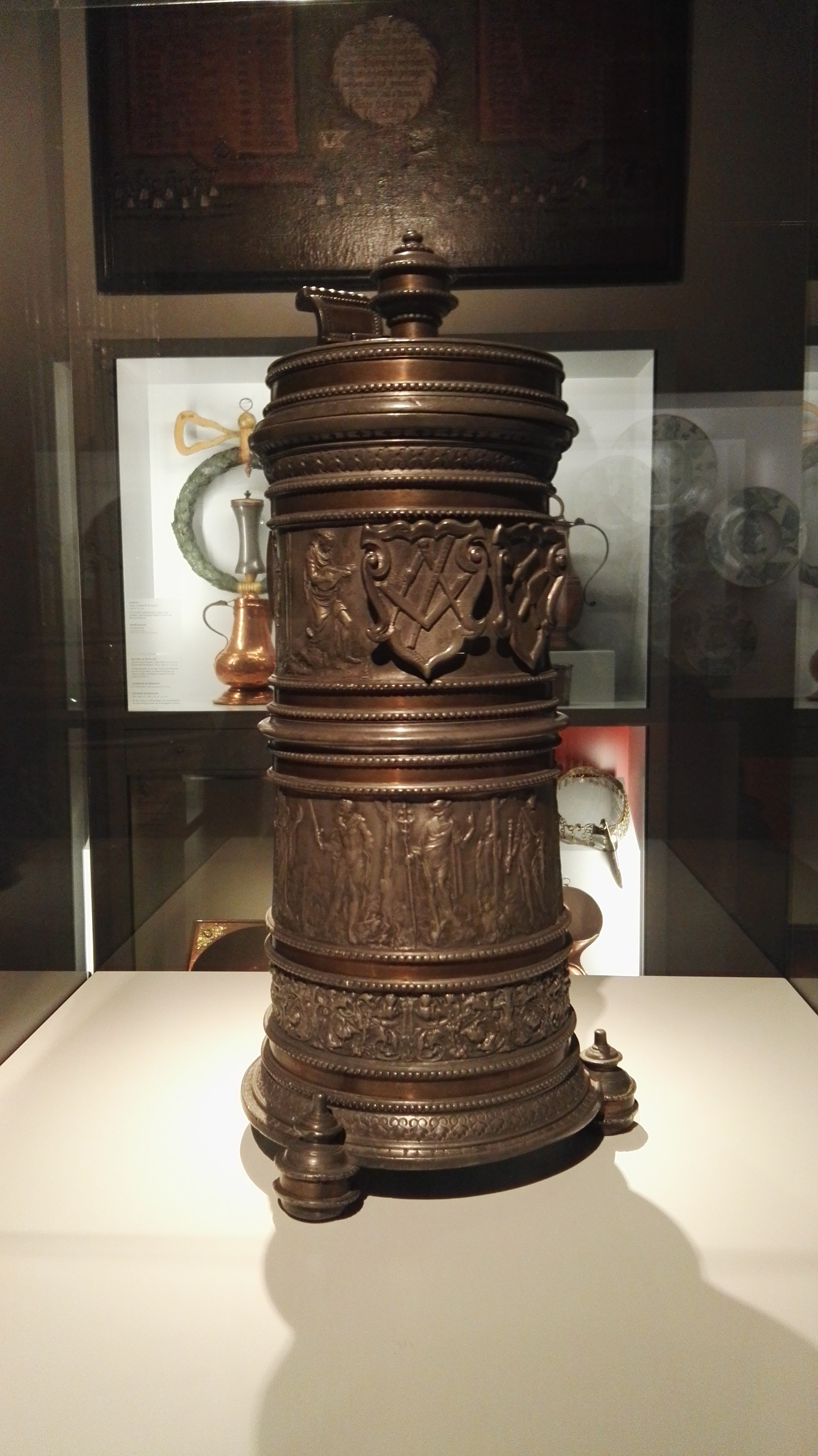
Šenkovní džbán žitavského zednického a kamenického cechu (1562)
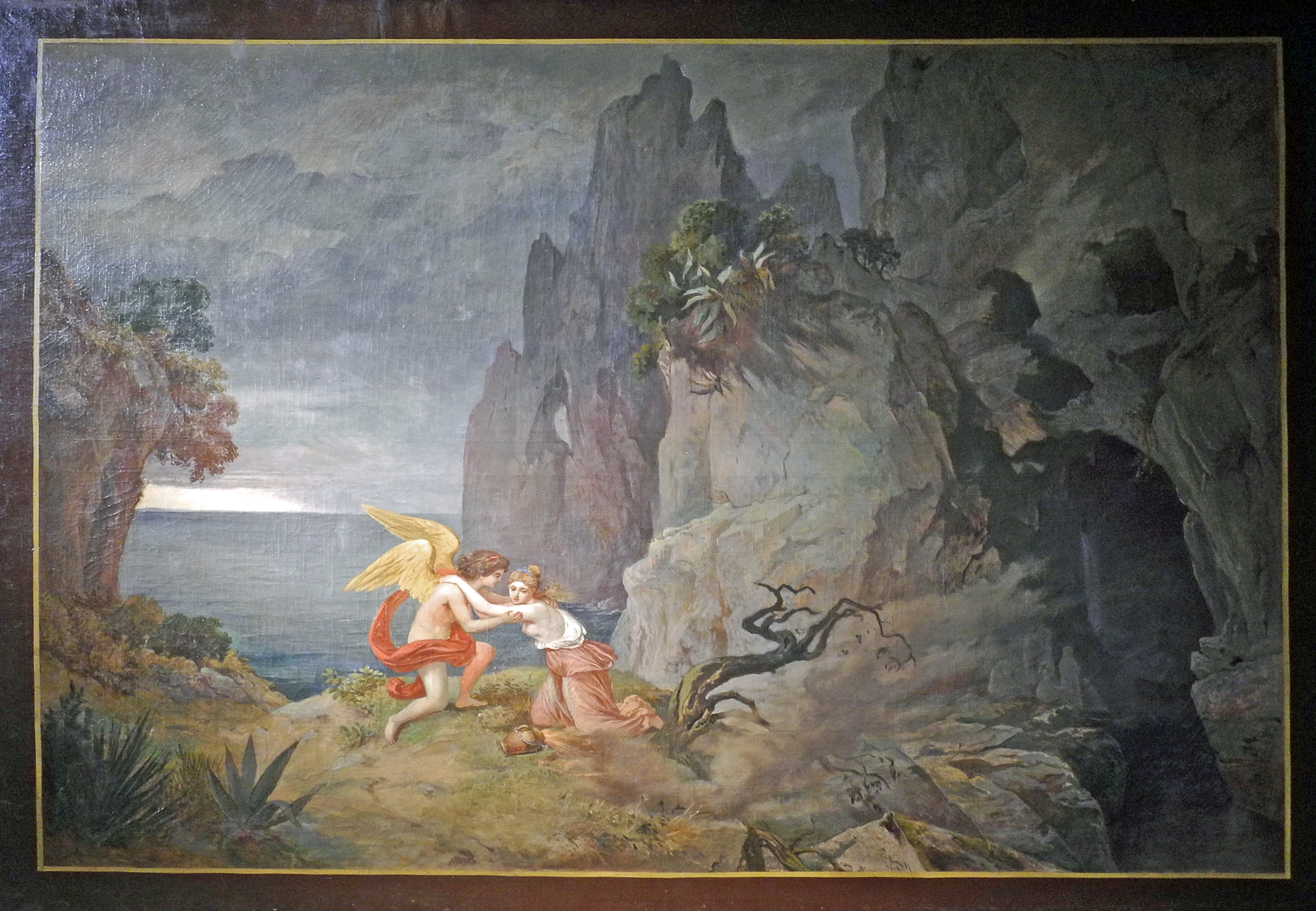
Amor a Psýché, Adolf Thomas (1834–1887), olej na plátně (kolem 1873)

## Publikace
- Das grosse Zittauer Fastentuch : hy schaffte hym̄el und erde got. Příprava vydání Volker Dudeck. 1. vyd. Bad Muskau: Oettel, 1997. 119 s. ISBN 978-3-9804900-6-1. (německy)
- Welt - Macht - Geist: das Haus Habsburg und die Oberlausitz 1526 bis 1635. Příprava vydání Joachim Bahlcke ; Volker Dudeck. Görlitz ; Zittau: Oettel, 2002. 456 s. ISBN 978-3-932693-61-8. (německy)
- Weises Geschenk : Gelehrsamkeit, Unterhaltung und Repräsentation im barocken Zittau : 300 Jahre Bibliotheksaal und Wunderkammer in Zittau. Příprava vydání Marius Winzeler. Görlitz: Gunter Oettel, 2009. 144 s. ISBN 978-3-938583-50-0. (německy)
- Für Krone, Salz und Kelch : Wege von Prag nach Zittau = Ve jménu koruny, soli a kalicha : cesty z Prahy do Žitavy. Příprava vydání Marius Winzeler ; Uwe Kahl. Görlitz: Verlag Gunter Oettel, 2011. 152 s. ISBN 978-3-938583-69-2. (německy) (česky)
- Adolf Böhlich - Meister des Aquarells : dem Maler, Zeichner und Grafiker zum 80. Geburtstag : [Ausstellung im Kulturhistorischen Museum Franziskanerkloster (4.5 - 16.6.2013)]. Příprava vydání Marius Winzeler. Zittau: Städtische Museen, 2013. 64 s. ISBN 978-3-929744-77-4. (německy)
- Baden ohne Grenzen : [im Rahmen der gleichnamigen Ausstellung der Städtischen Museen Zittau und der Olastní galerie (Regionalgalerie) in Liberec] = Koupání bez hranic. Příprava vydání Petra Šternová ; Marius Winzeler. Görlitz: Oettel, 2013. 48 s. ISBN 978-3-944560-02-1. (německy) (česky)
- Lebensräume, Lebensgeschichten : historische Persönlichkeiten im Kleinen Dreieck: Zittau-Hrádek-Bogatynia = Životní prostory, životní příběhy. Zittau: Städtische Museen, 2013. 63 s. (německy) (česky)
- Pioniere des Automobils an der Neiße : [phänomenal!] = Pionýři automobilismu podél Nisy. Příprava vydání Marius Winzeler. Görlitz: Oettel, 2013. 280 s. ISBN 978-3-938583-96-8. (německy) (česky)
- 450 Jahre Sammeln in Zittau - 90 Jahre Zittauer Geschichts- und Museumsverein. Görlitz: Oettel, 2014. 72 s. ISBN 978-3-944560-11-3. (německy)
- Der Zittauer Kunstmaler Hans Lillig : (1894–1977) ; [Begleitheft zur Ausstellung „Ein Zittauer Kunstpapst?“ Der Maler Hans Lillig und Seine Zeitgenossen in den Städtischen Museen Zittau vom 8.2.2014 bis 27.4.2014]. Příprava vydání Steffen Gärtner. Görlitz: Oettel, 2014. 72 s. (Zittauer Geschichtsblätter ; H. 49). ISBN 978-3-944560-04-5. (německy)
- Philipp Leubner : Spätbarock an der Lausitzer Neiße : 1733–1803. Příprava vydání Zuzana Štěpanovičová, Marius Winzeler. 1. vyd. Görlitz ; Zittau: Verlag Gunter Oettel, [2015]. 335 s. ISBN 978-3-944560-24-3. (německy)
- Zittauer Zimelien : der große Prager Bücherschatz : Katalog zur Ausstellung in den Städtischen Museen Zittau, Kulturhistorisches Museum Franziskanerkloster vom 9. Oktober 2015 bis 10. Januar 2016. Příprava vydání Marius Winzeler. Luzern: Quaternio Verlag, [2015]. 63 s. (Buchmalerei des 15. Jahrhunderts in Mitteleuropa ; Bd. 14). ISBN 978-3-905924-42-8. (německy)
- Jan Hus: Wege der Wahrheit: das Erbe des böhmischen Reformators in der Oberlausitz und in Nordböhmen = cesty pravdy: dědictví českého reformátora v Horní Lužici a v severních Čechách. Příprava vydání Marius Winzeler. Görlitz: Gunter Oettel, 2015. 272 s. ISBN 978-3-944560-25-0. (německy) (česky)
- Priber Sommer Zittau 2016. Příprava vydání Peter Knüvener. Görlitz: Verlag Gunter Oettel, 2017. 92 s. ISBN 978-3-944560-38-0. (německy)
- Epitaphien, Netzwerke, Reformation : Zittau und die Oberlausitz im konfessionellen Zeitalter : mit einem Bestandskatalog der Zittauer Epitaphien. Příprava vydání Peter Knüvener. [Görlitz]: Verlag Gunter Oettel, 2018. 612 s. ISBN 978-3-944560-43-4. (německy)
- FRÖHLICH-SCHAUSEIL, Anke. Der Oybin und die Malerei der Romantik in der Oberlausitz. Příprava vydání Peter Knüvener. Petersberg: Michael Imhof Verlag, [2019]. 280 s. ISBN 978-3-7319-0907-1. (německy)
- Natur im Porträt : Rudolf Schramm-Zittau und die Tiermalerei. Příprava vydání Katrin Bielmeier. Petersberg: Michael Imhof Verlag, [2020]. 96 s. ISBN 978-3-7319-0427-4. (německy)
- PIETSCHMANN, Thorsten. Denkmäler im Dreiländereck. [Zittau]: Städtische Museen Zittau, [2020]. 44 s. (německy)
- JANSEN, Claudia. Ursache & Wirkung : Grafik in der DDR aus der Sammlung Nowoisky. Görlitz: Verlag Gunter Oettel, [2021]. 91 s. ISBN 978-3-944560-81-6. (německy)
- Städtische Museen Zittau. Příprava vydání Peter Knüvener, Katja Margarethe Mieth. 1. vyd. Wettin-Löbejün: Verlag Janos Stekovics, [2021]. 424 s. (Sächsische Museen ; Bd. 23). ISBN 978-3-89923-425-1. (německy)
- 550 Jahre grosses Zittauer Fastentuch : und seine einzigartigen „Geschwister“ zu Gast in den Kirchen der Stadt Zittau und Umgebung. Zittau: Städtische Museen Zittau, Verein Zittauer Fastentücher e.V., 2022. 55 s. (německy)